# Дружківські скам'янілі дерева
Дружкі́вські скам'яні́лі дере́ва — геологічна пам'ятка природи загальнодержавного значення. Статус пам'ятки природи присвоєно розпорядженням Ради Міністрів УРСР — 780-р від 14 жовтня 1975 року. Площа — 1 га. Являє собою відслонення скам'янілих дерев діаметром 1 метр.

## Загальні відомості
До селища Олексієво-Дружківка з північного сходу підходить один із головних відрогів Донецького кряжу, так звана Дружківсько-Костянтинівська антикліналь (складка пластів гірських порід, звернена вигином вгору). Тут на схилі балки, приблизно за 150—200 метрів від кінцевої опори канатної дороги Дружківського машинобудівного заводу, взято під охорону відслонення скам'янілих дерев.
Деякі з уламків зберегли не тільки форму, але й внутрішню структуру рослини, за допомогою якої можна впізнати араукарію — достатньо рідкісне в наш час вічнозелене хвойне дерево.
Дерева араукарії віком близько 250 мільйонів років. Вони росли в лісі карбонового геологічного періоду, потім були ураганом вирвані з коренем і впали у річку. У воді дерева перебували без контакту з повітрям і тому не розкладалися. Згодом на місці лісу утворилося море. Дружківські скам'янілі дерева опинилися під товщею осадових порід, але морська вода просочувалася до них. Морська вода вимила зі стовбурів органічні речовини, замість них у стовбурах накопичилися мінеральні речовини. Скам'яніння тривало тисячі років.
У 2008 році Дружківський скам'янілі дерева потрапили в Top-100 всеукраїнського конкурсу «Сім природних чудес України».

## Галерея

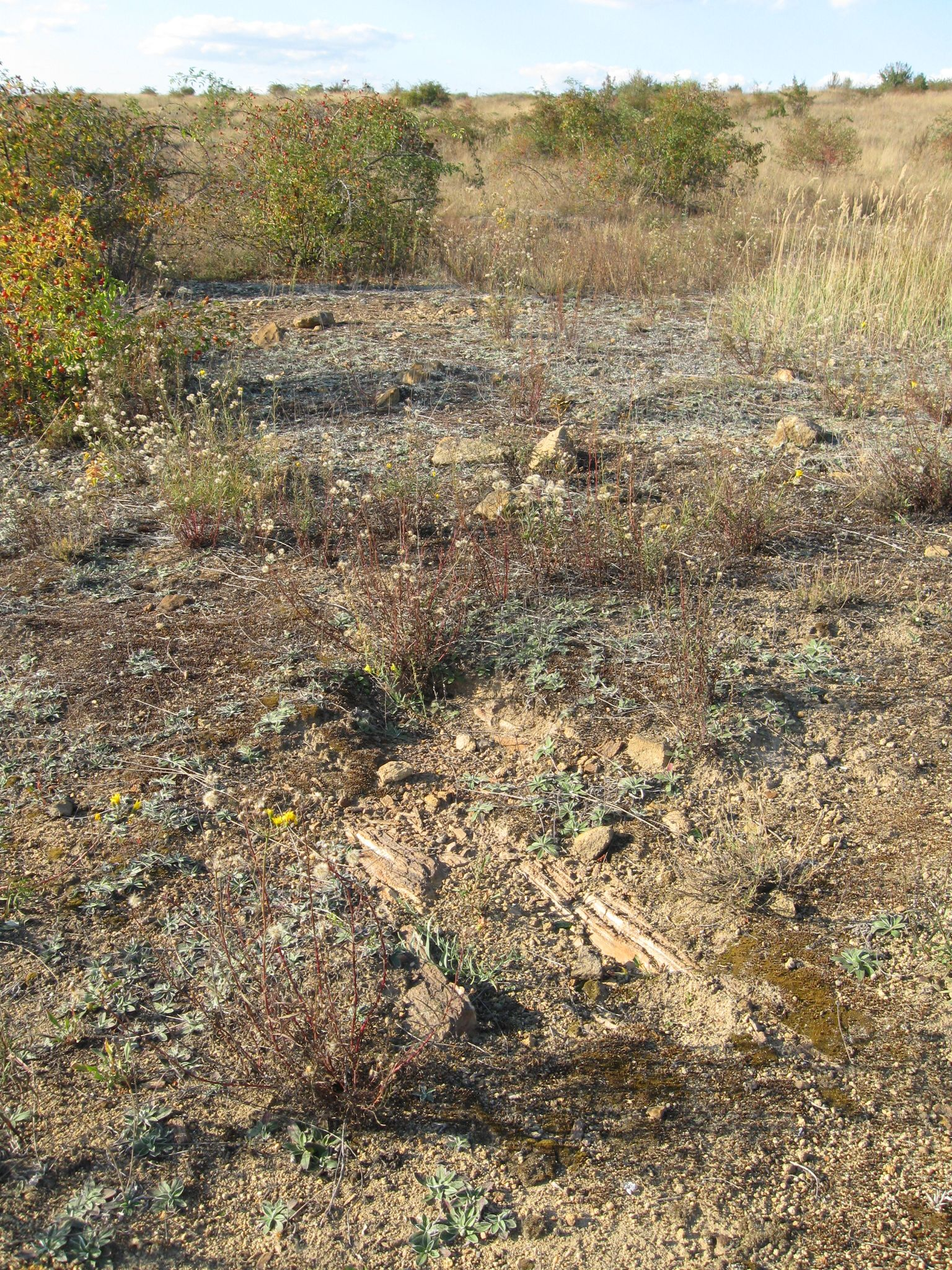
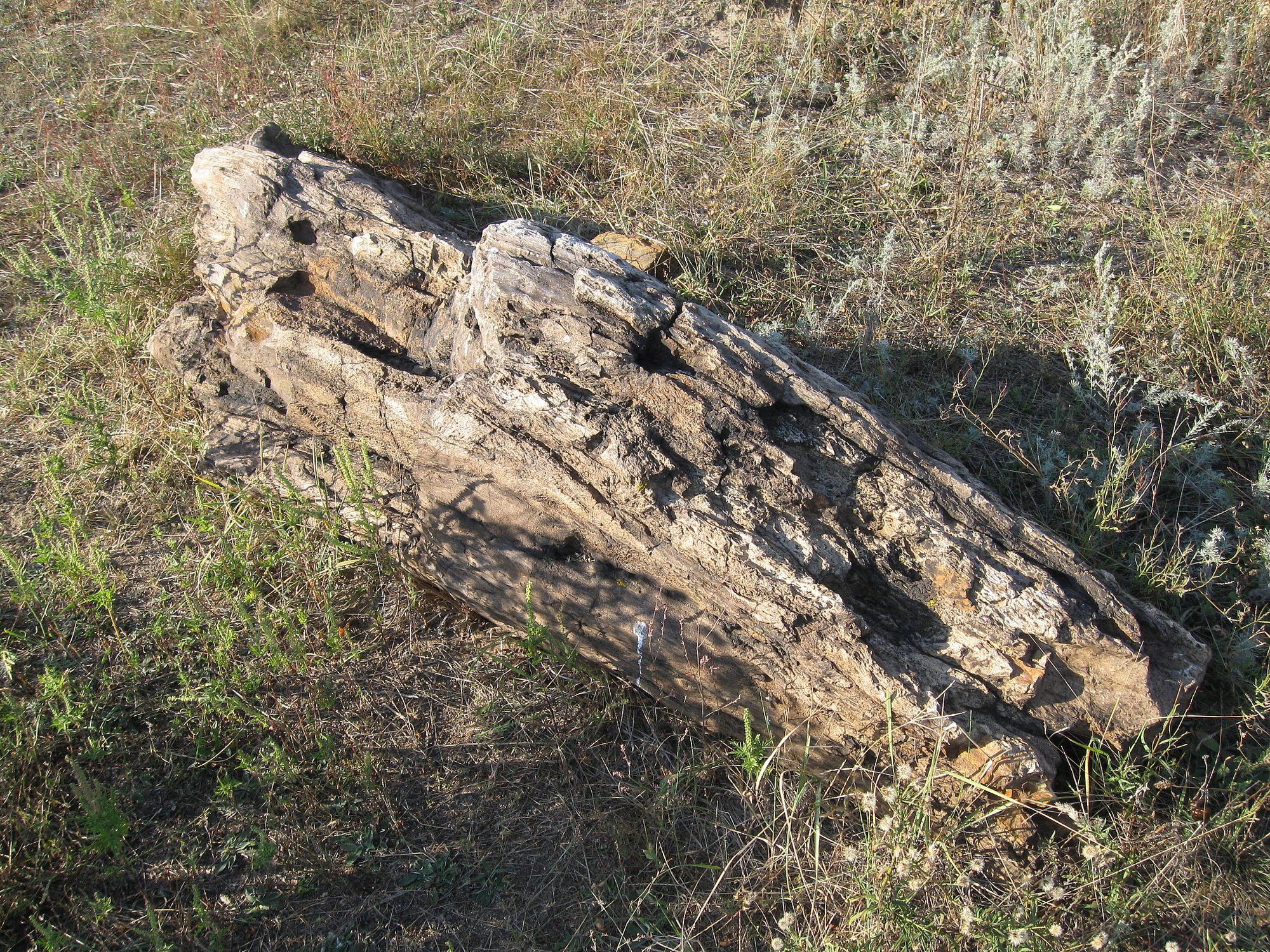
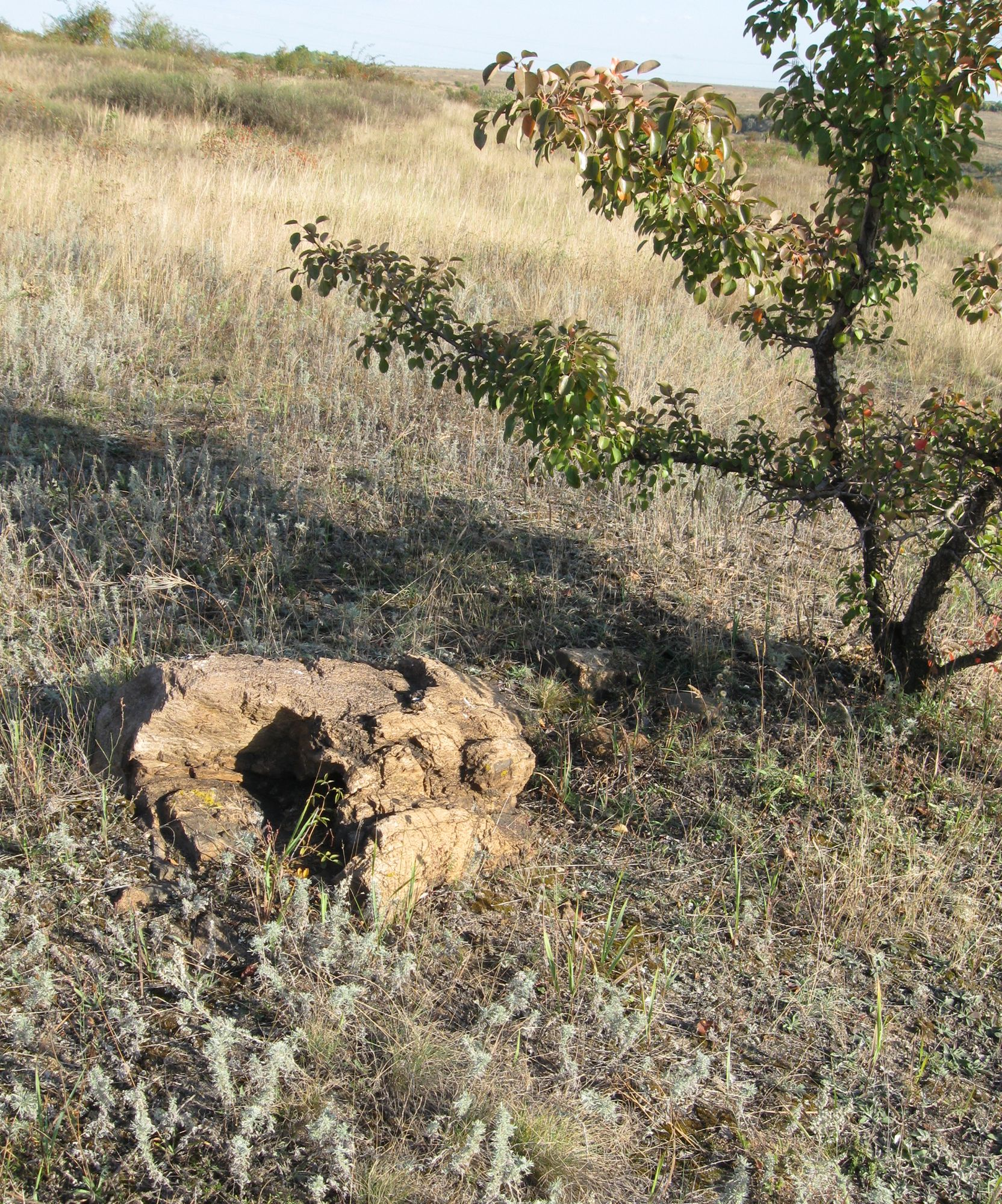
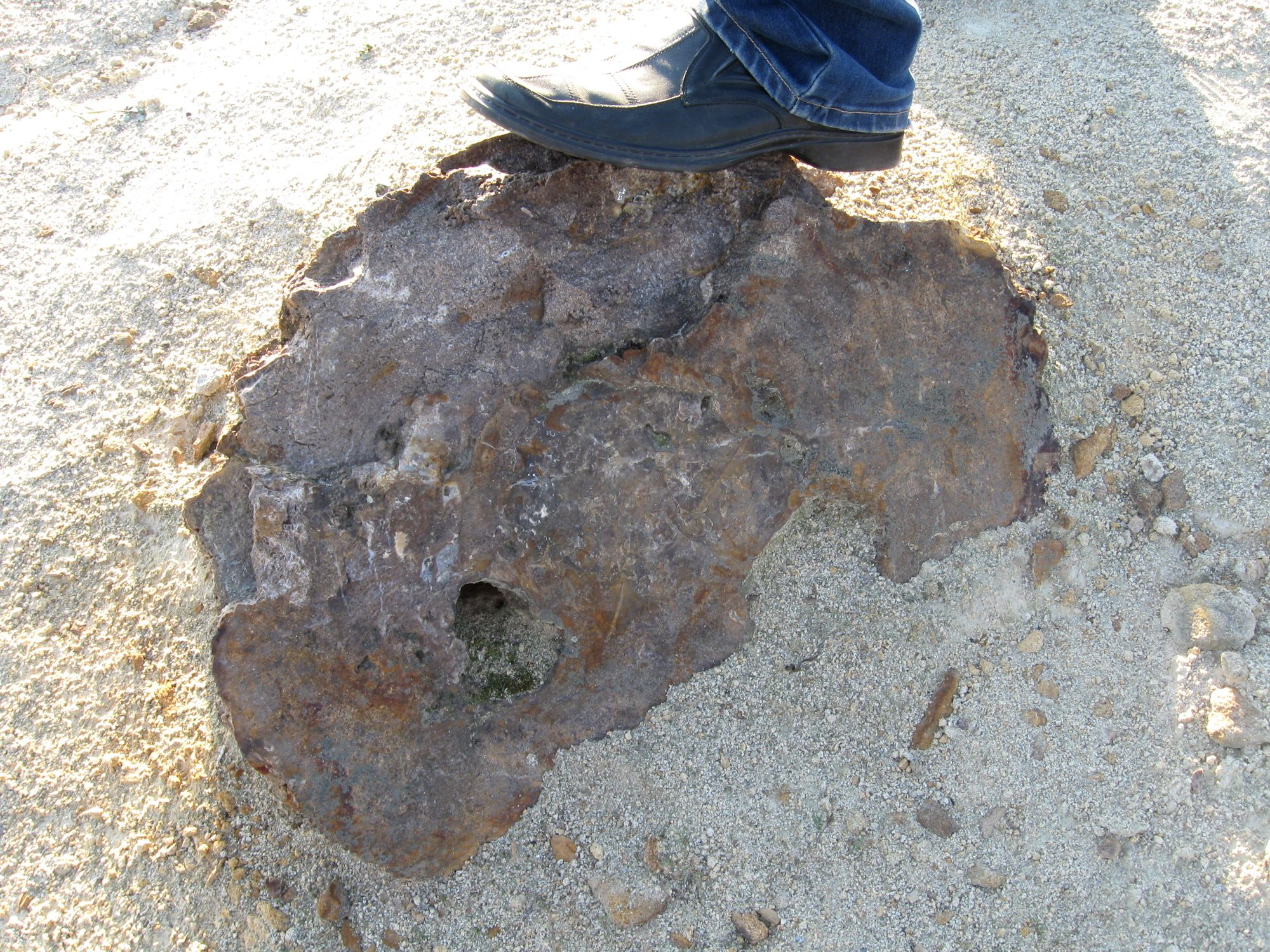
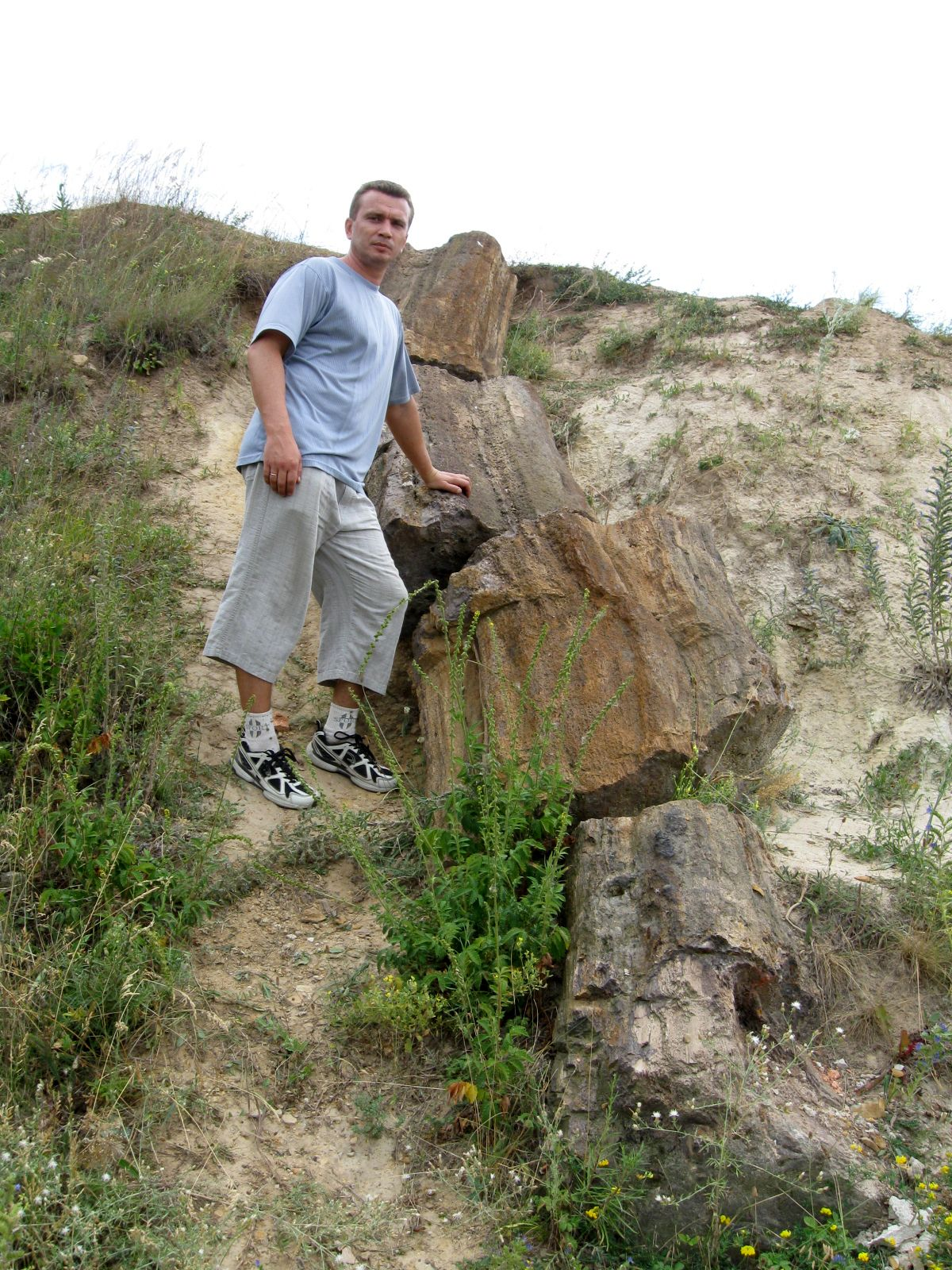
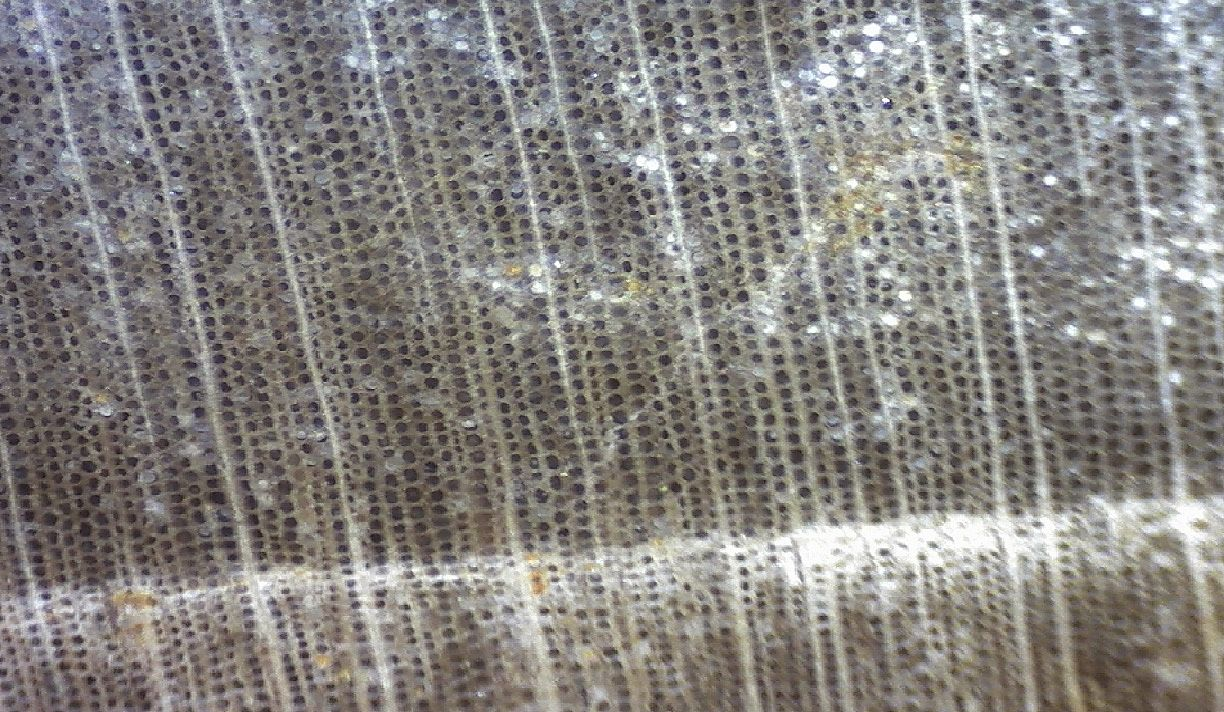
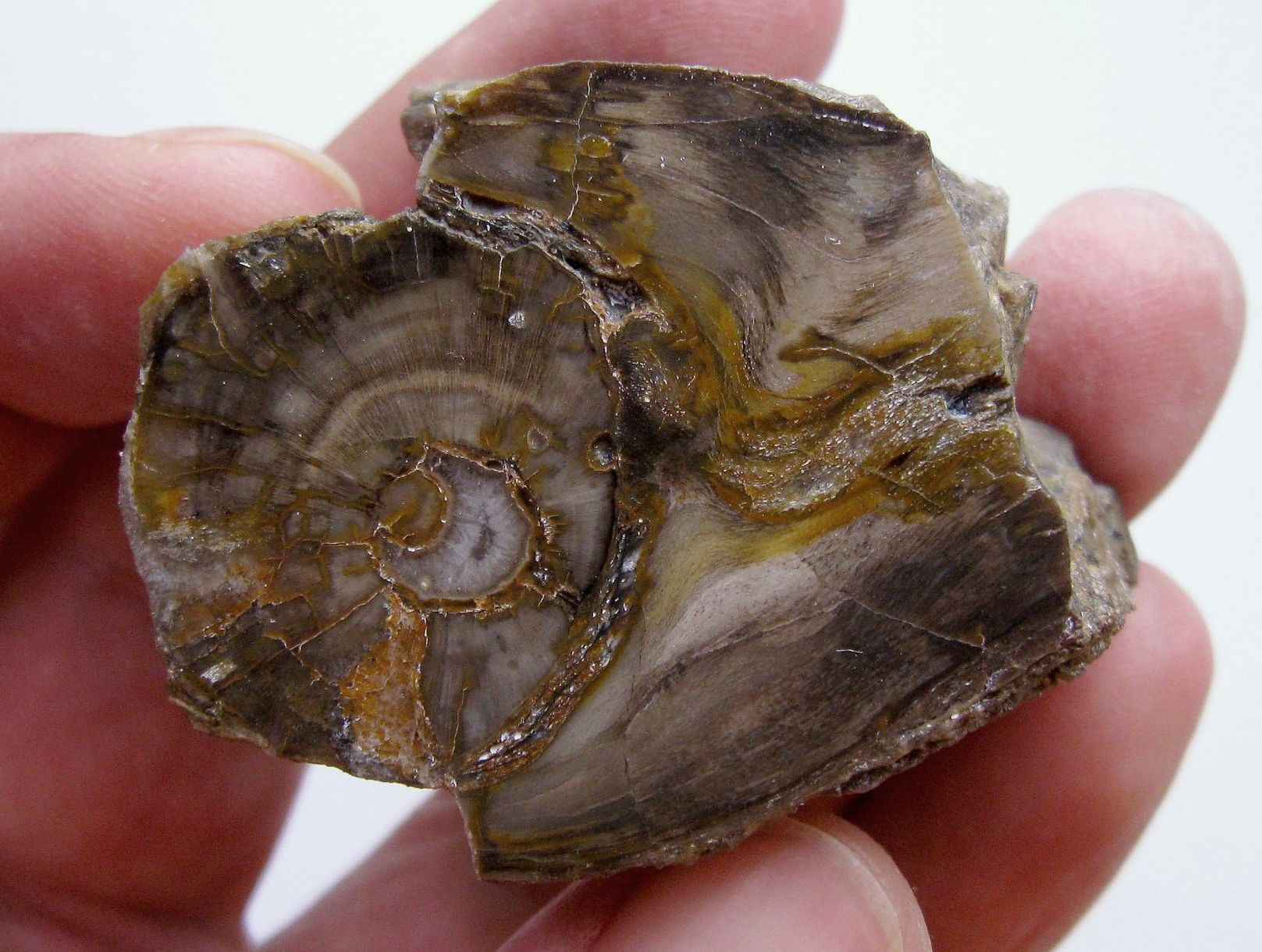
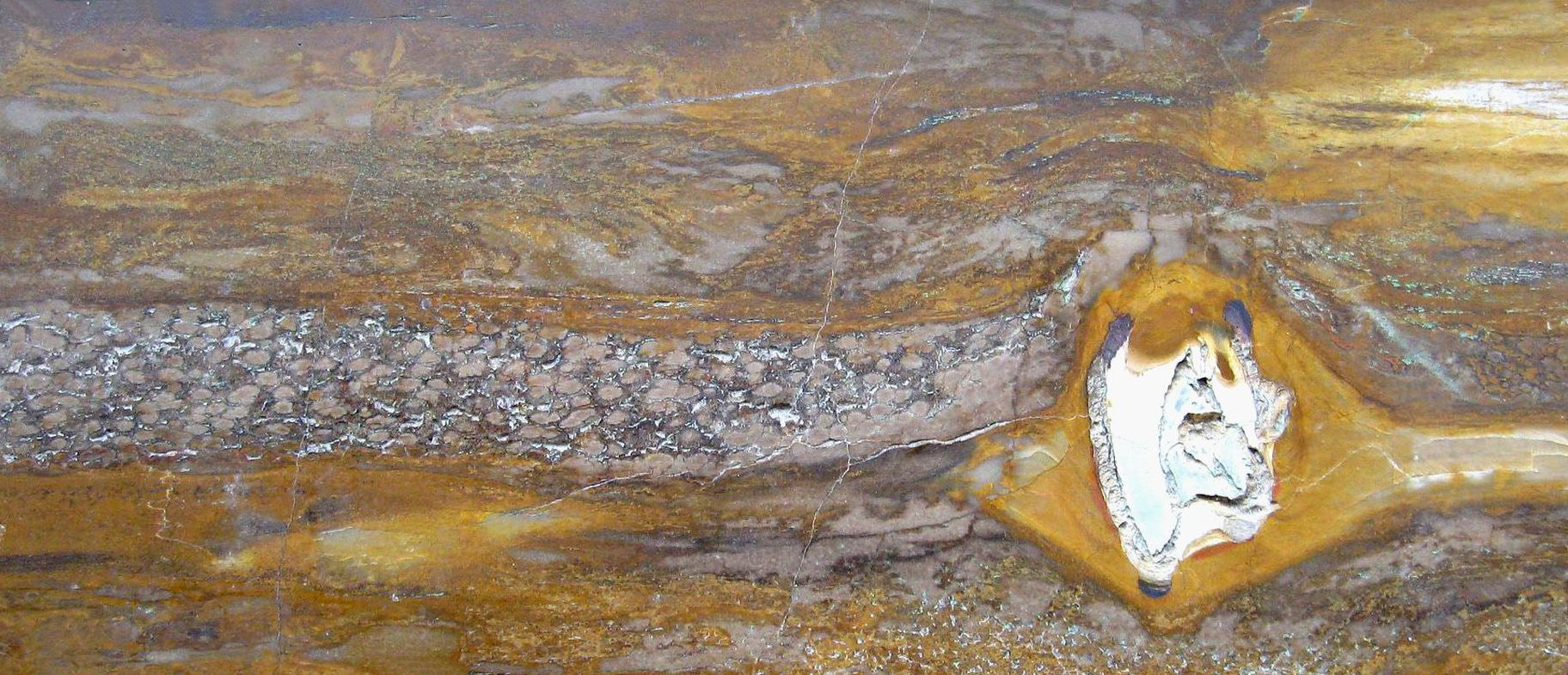
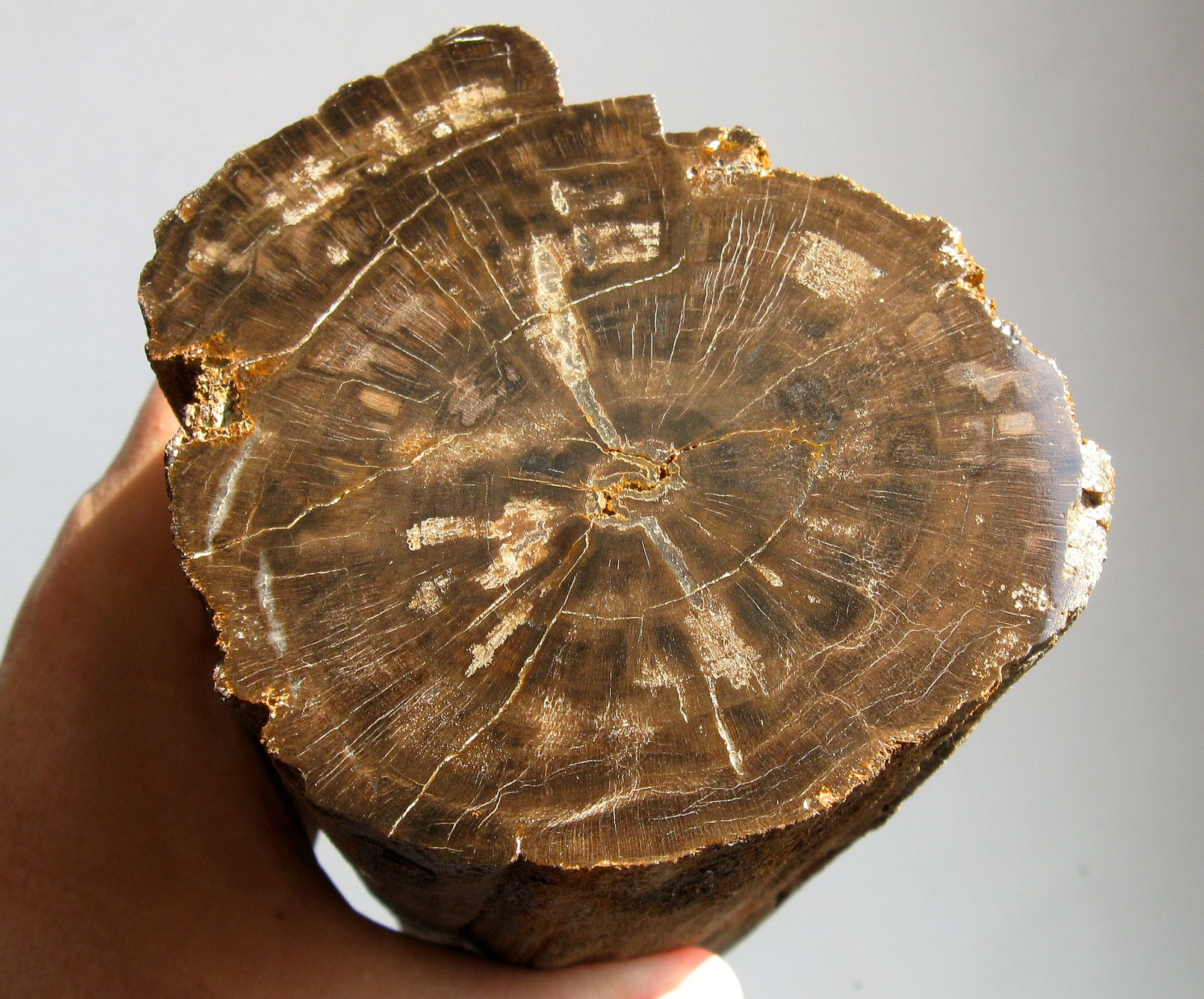
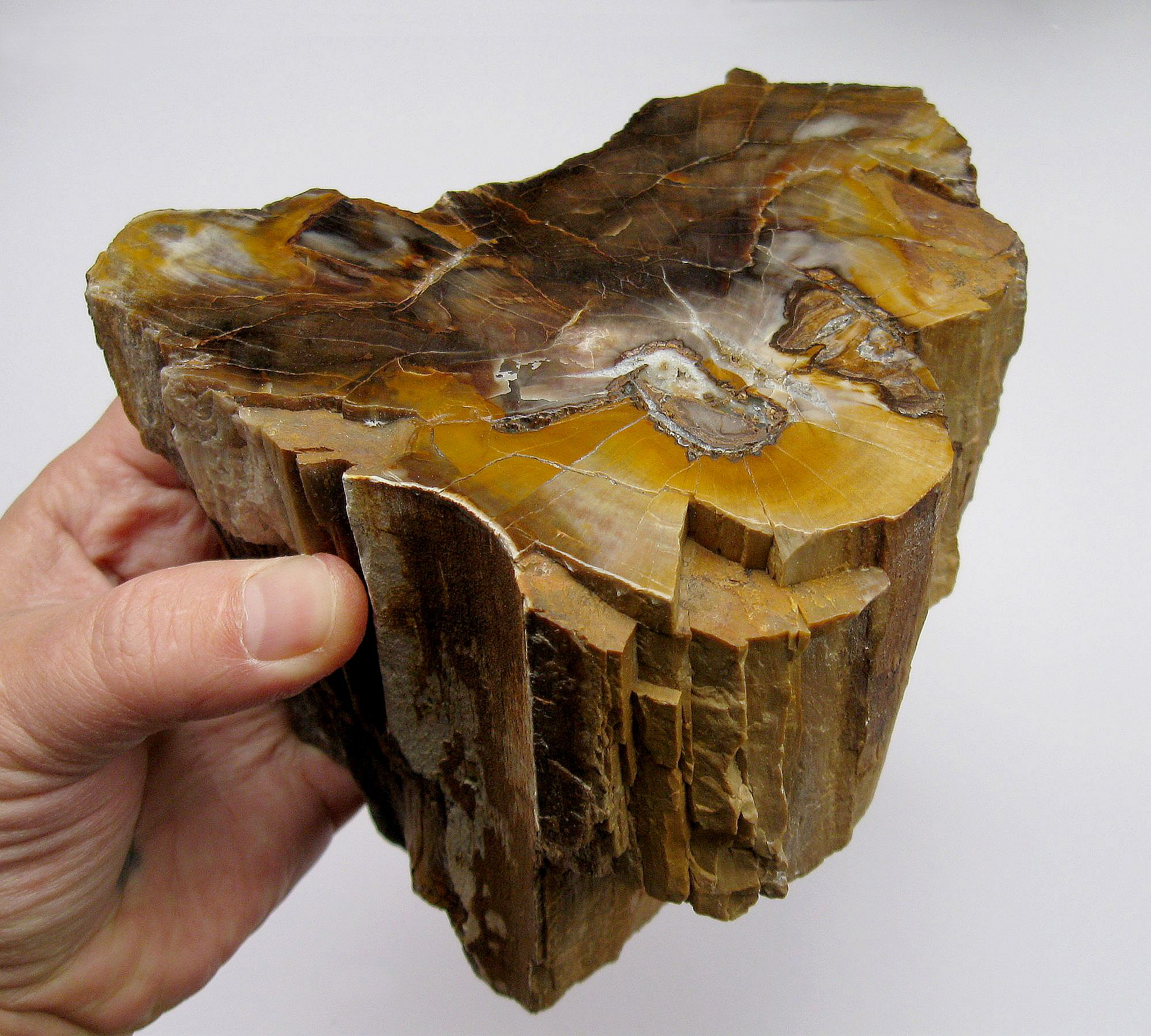
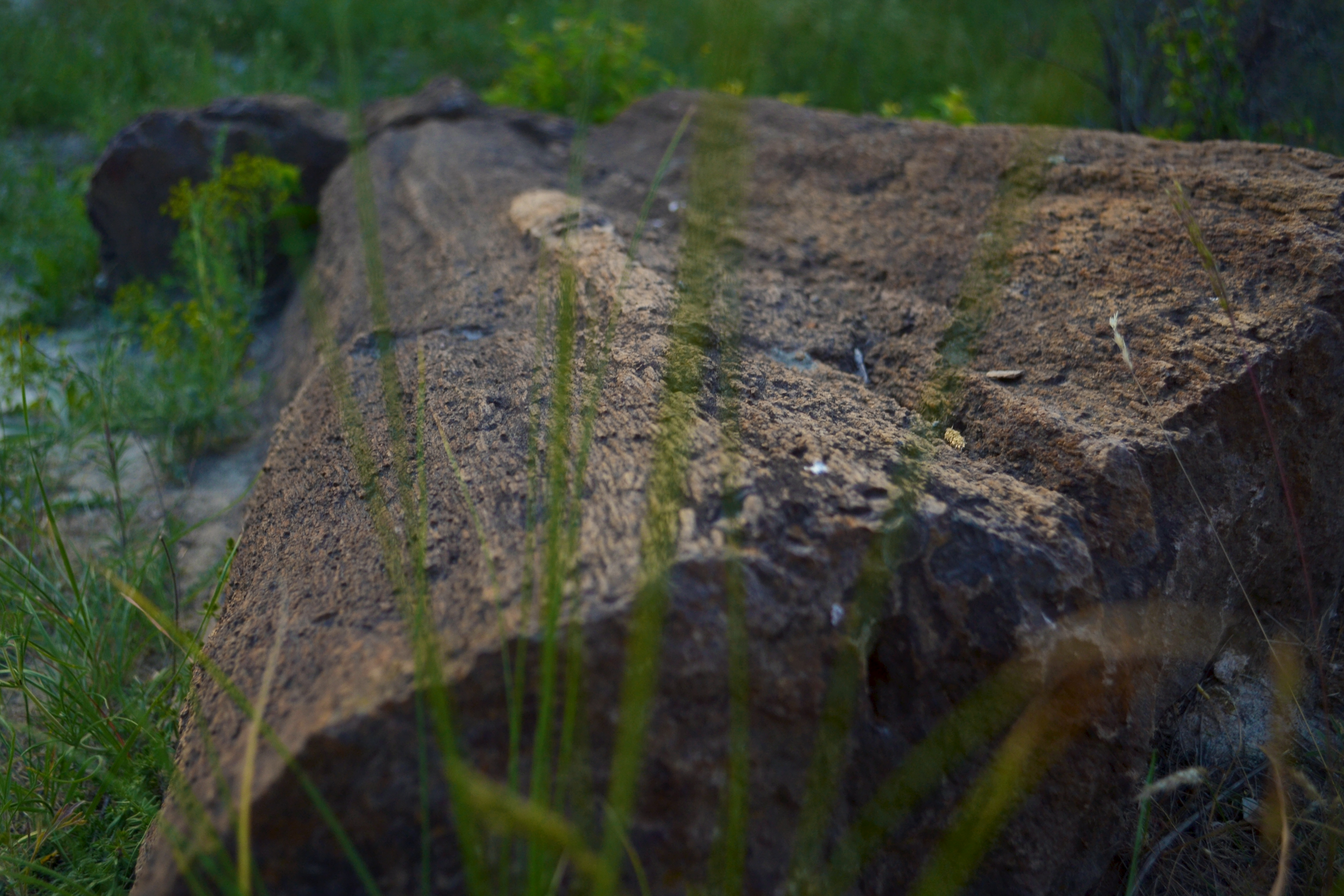
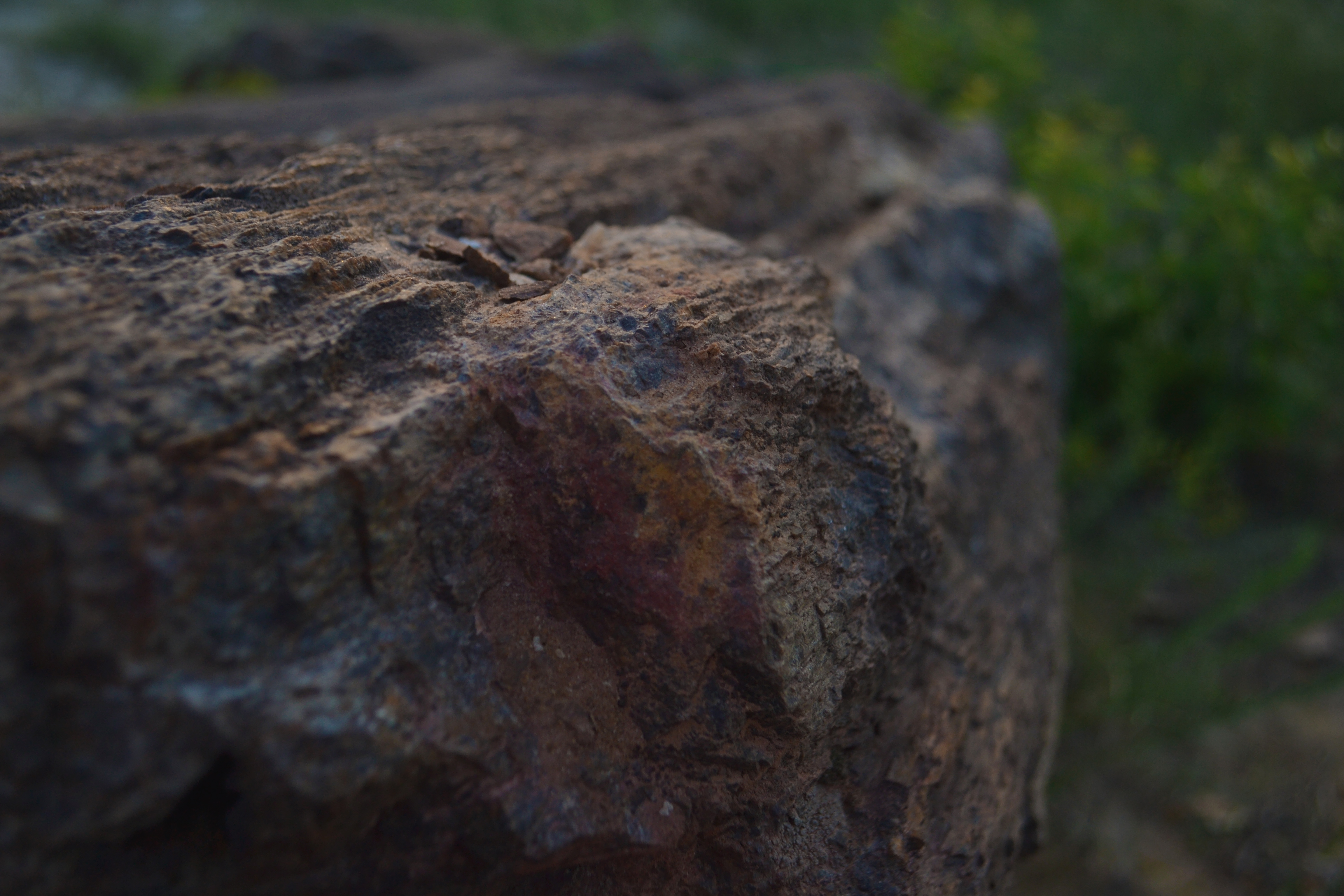
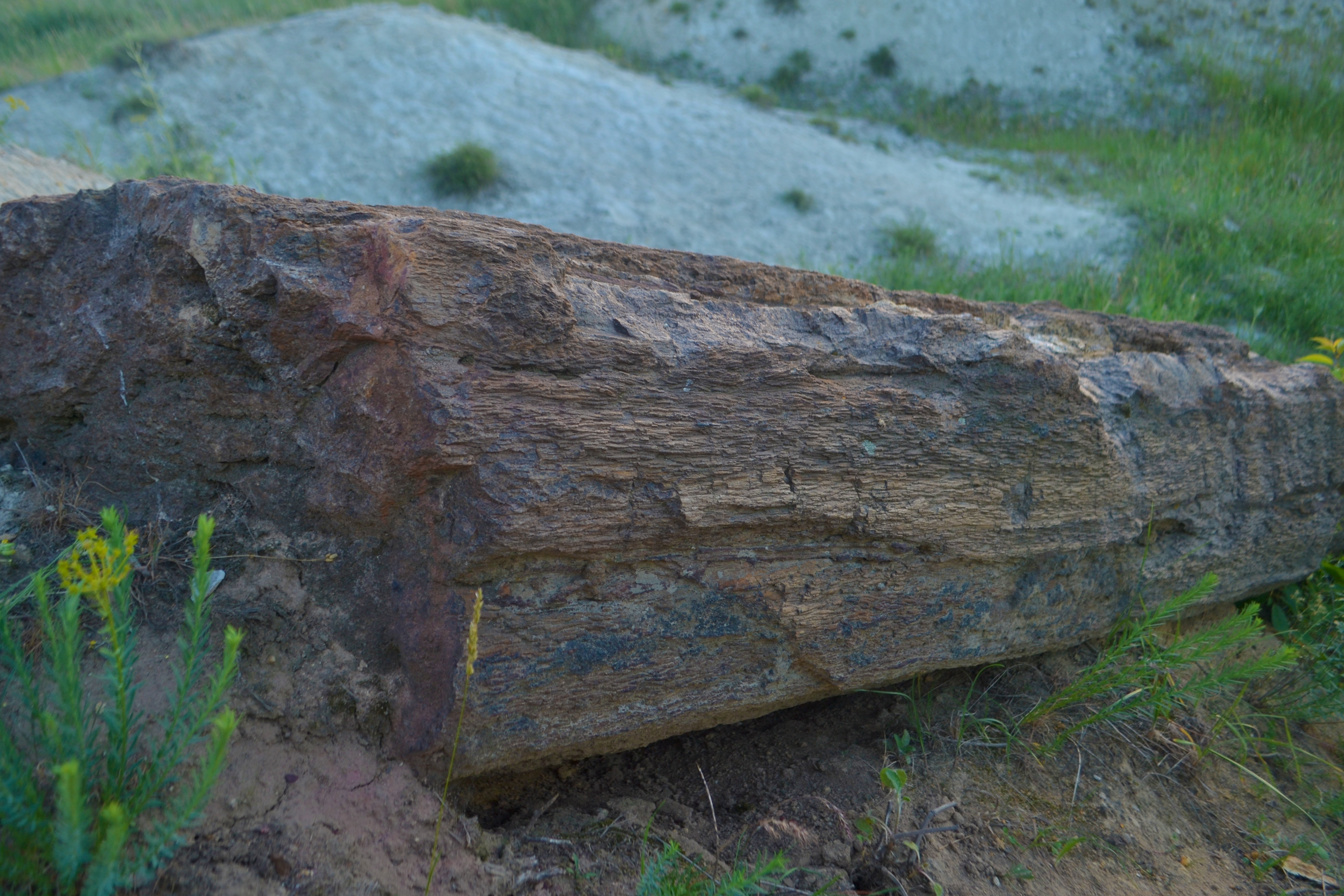
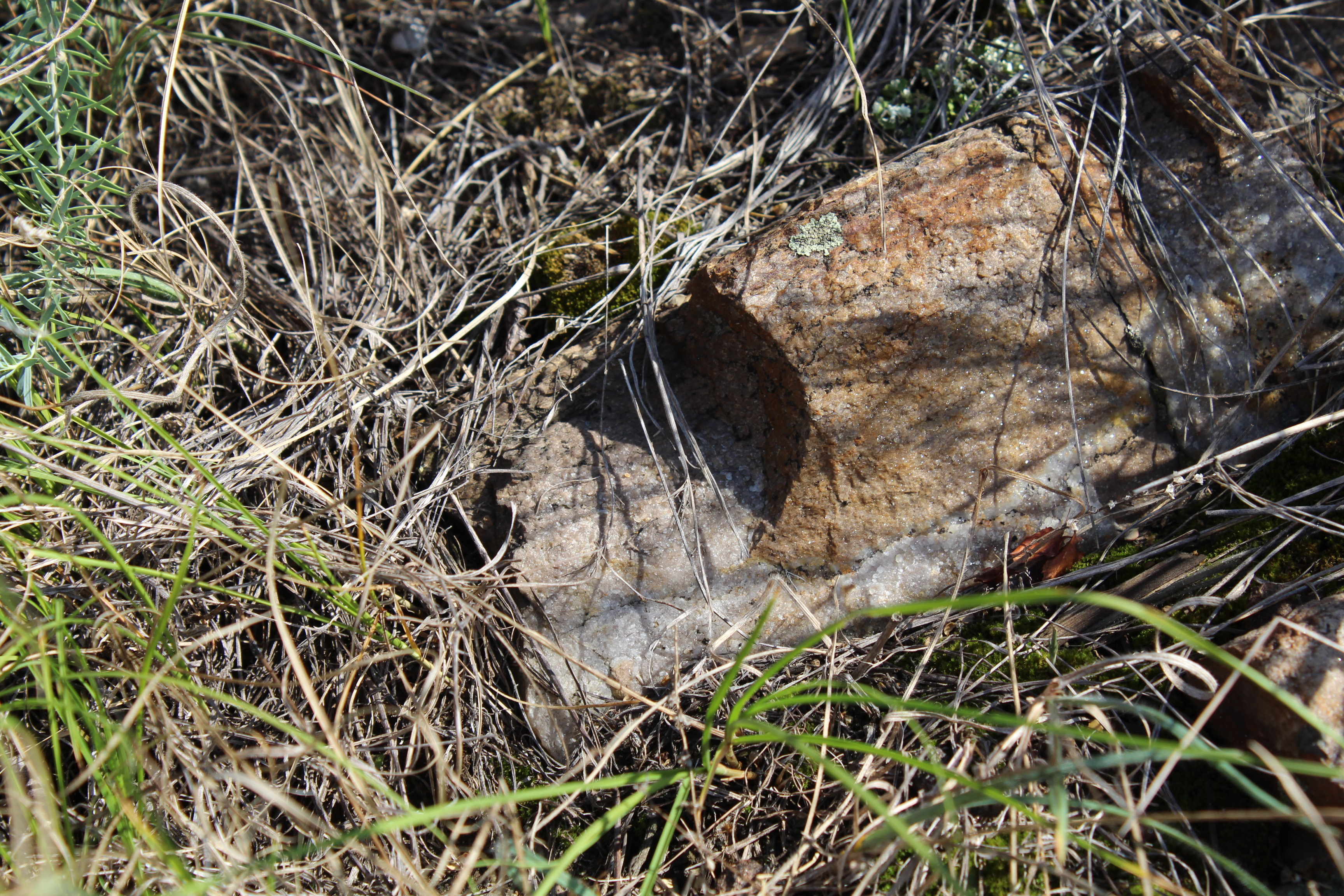
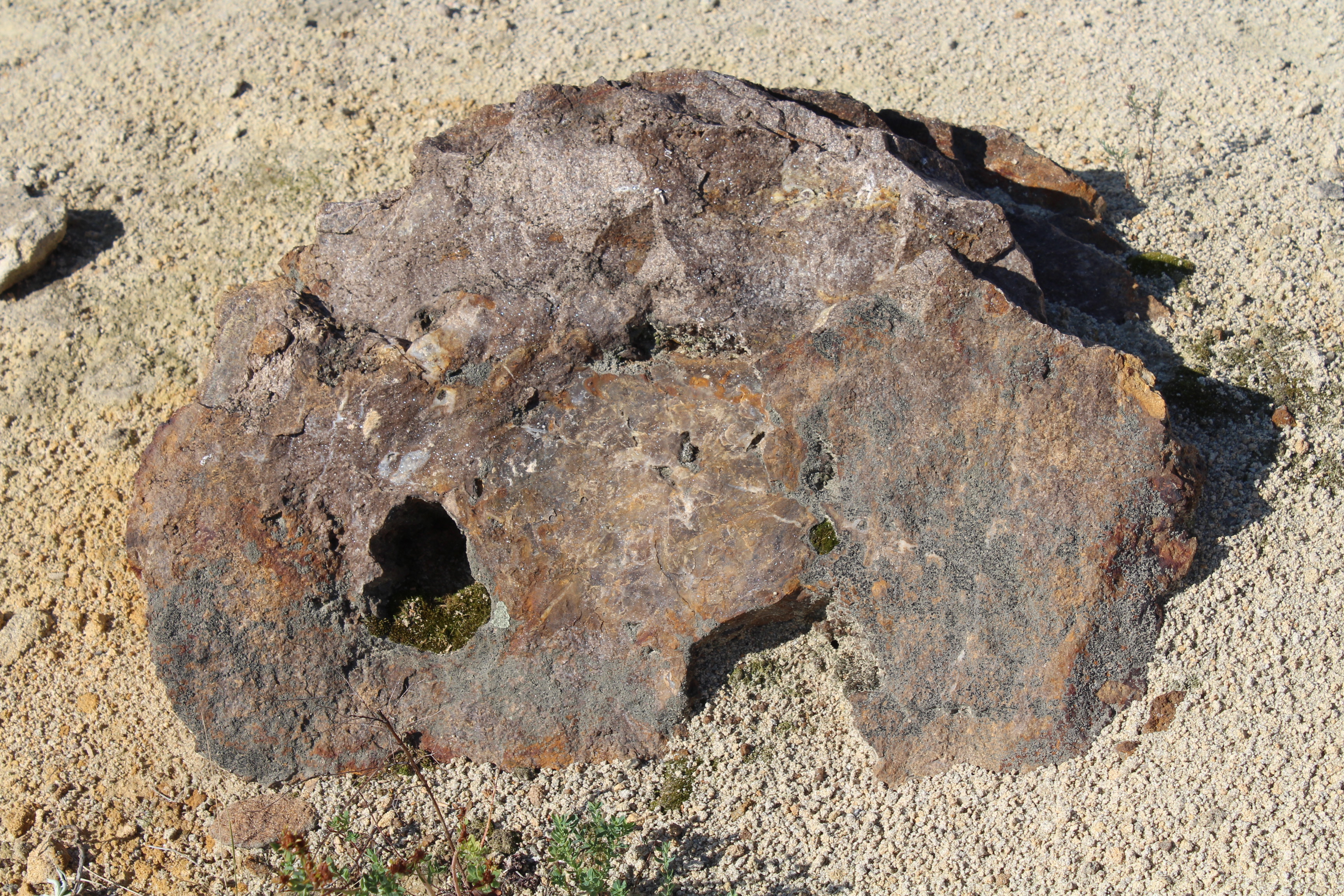
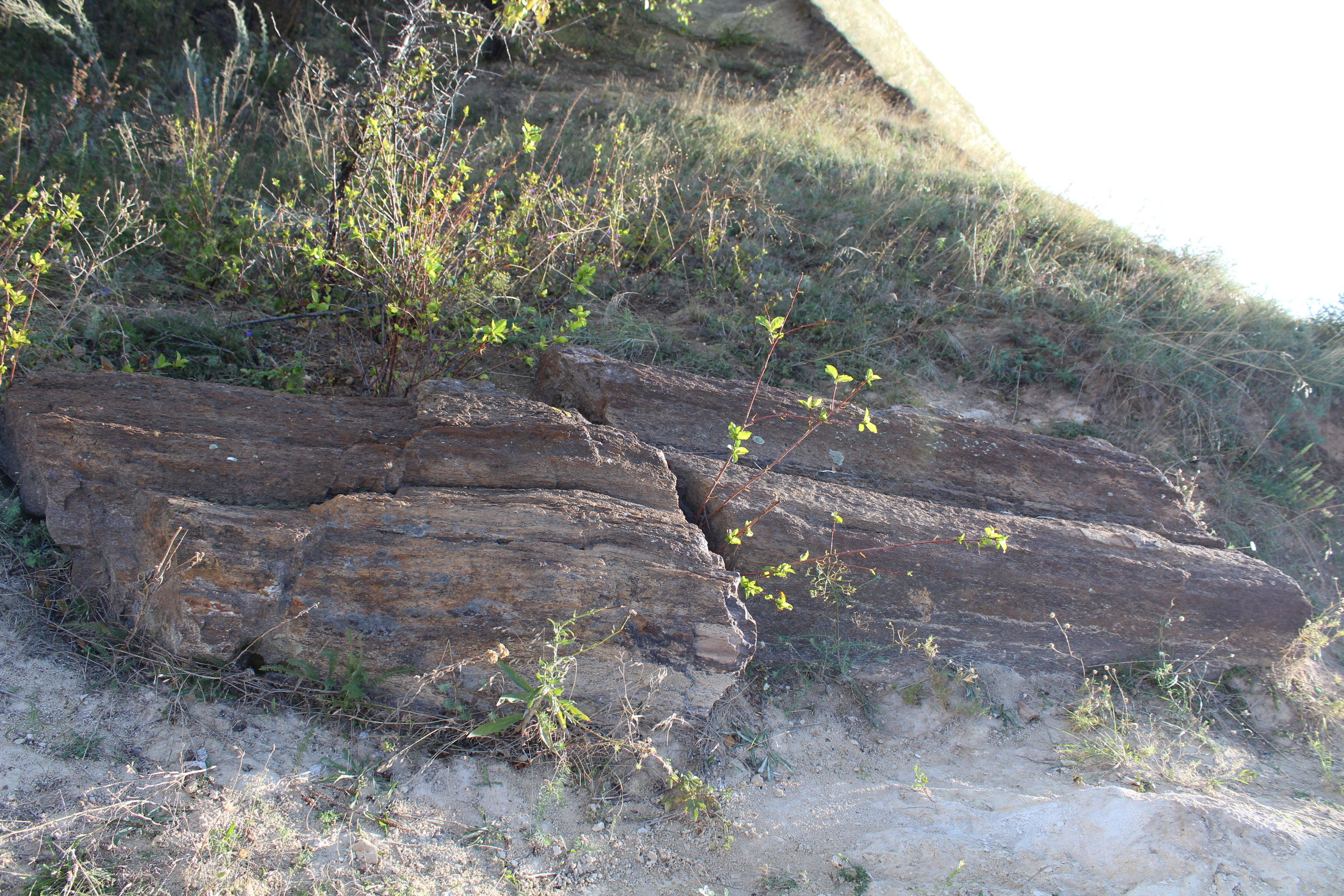
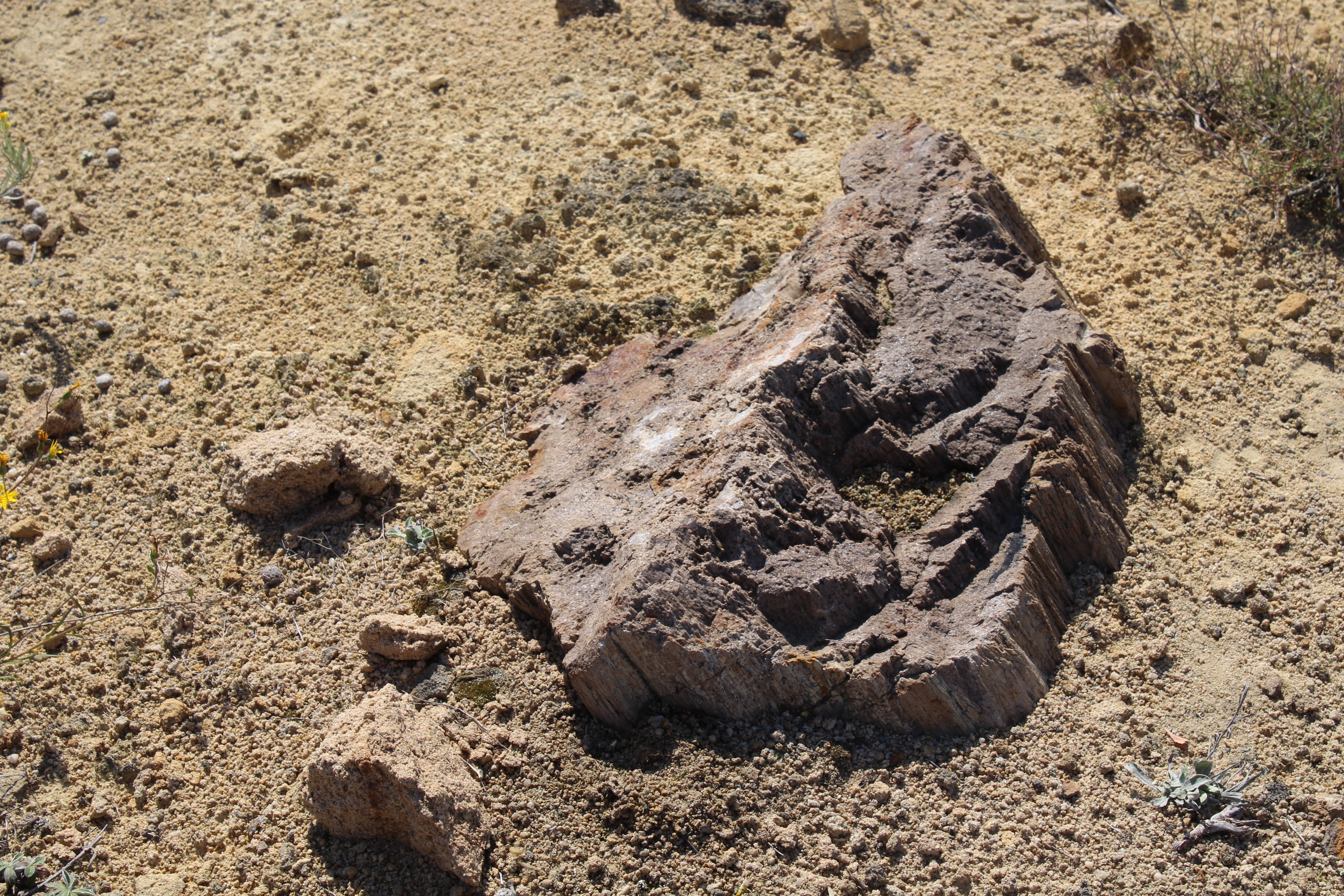
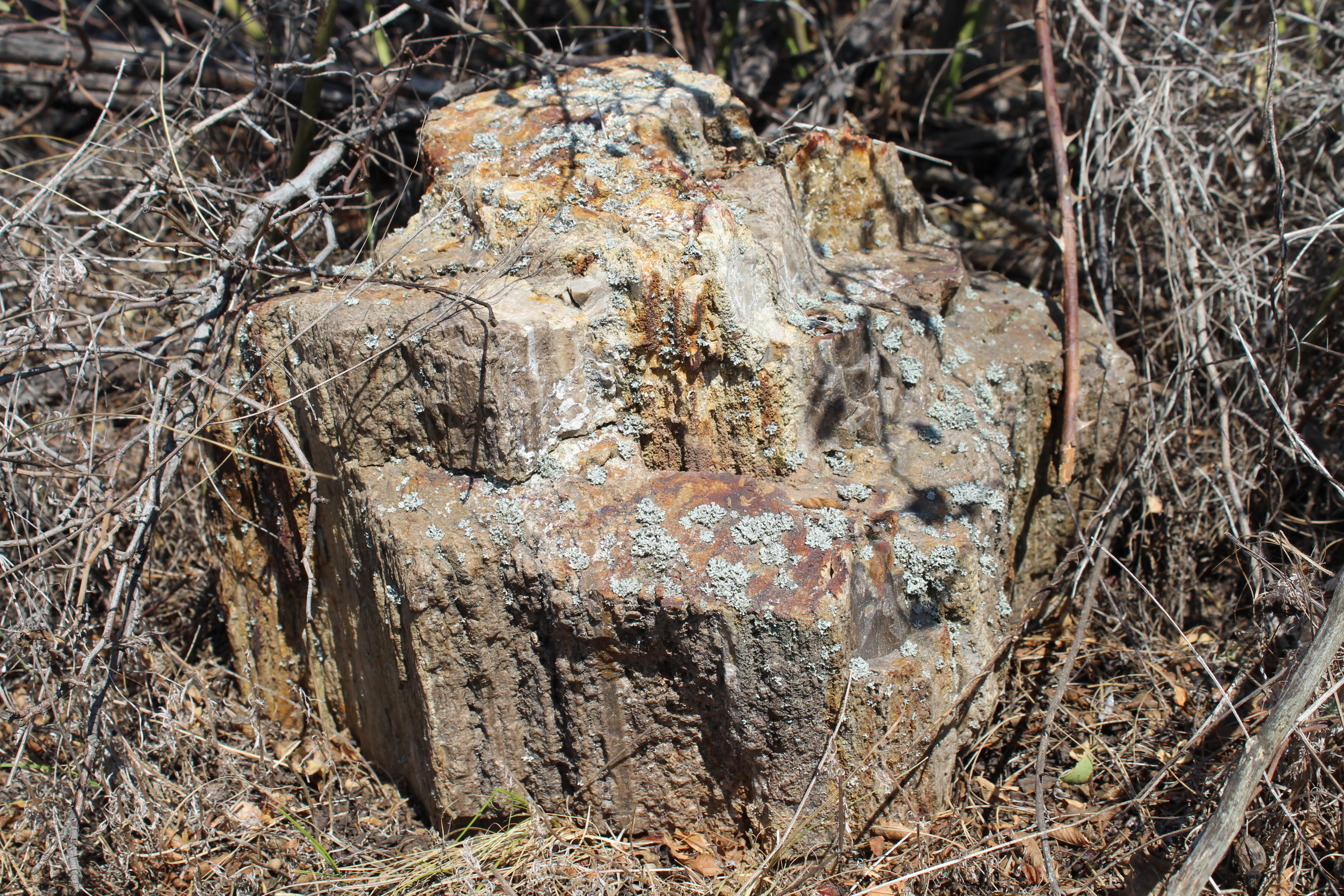
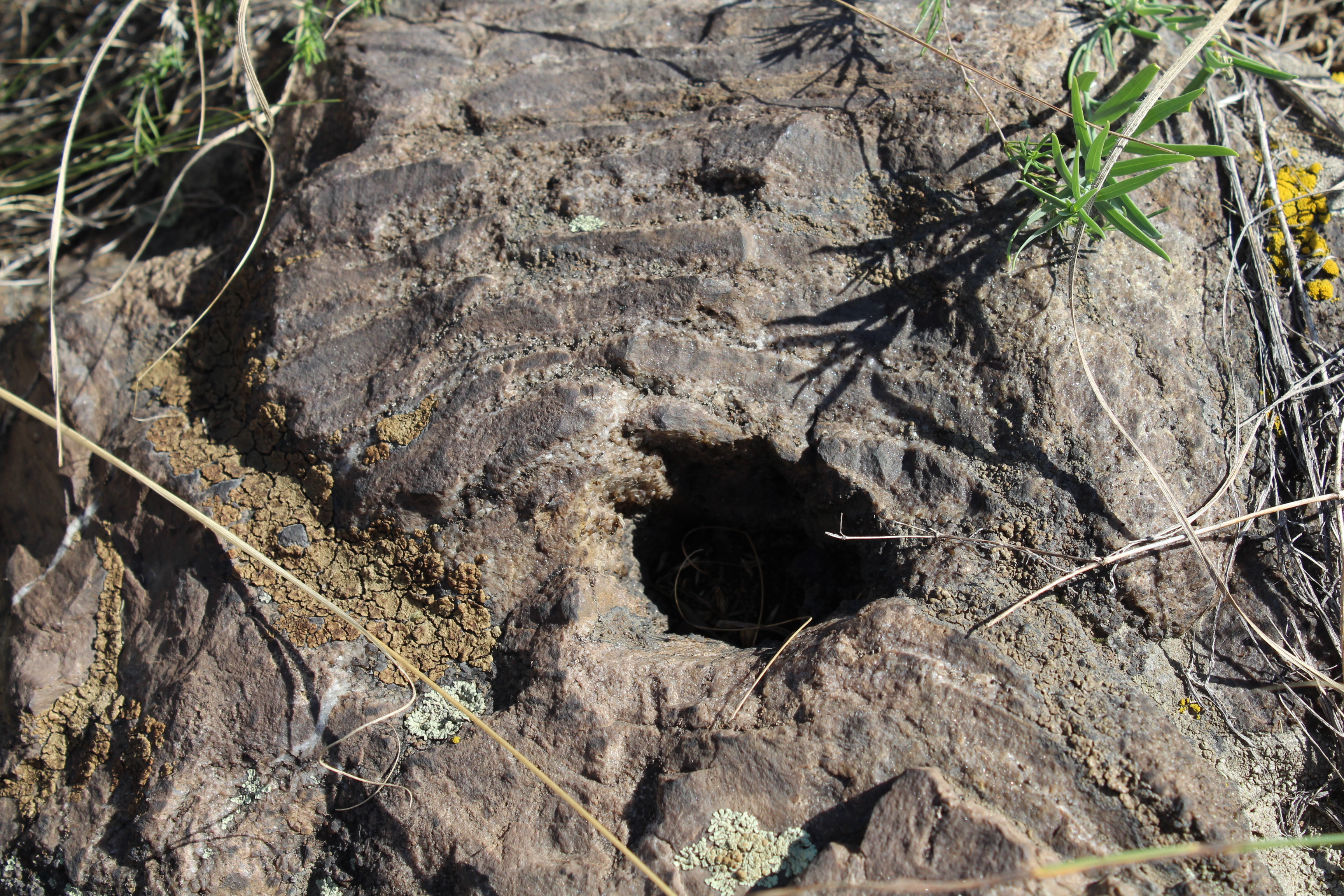
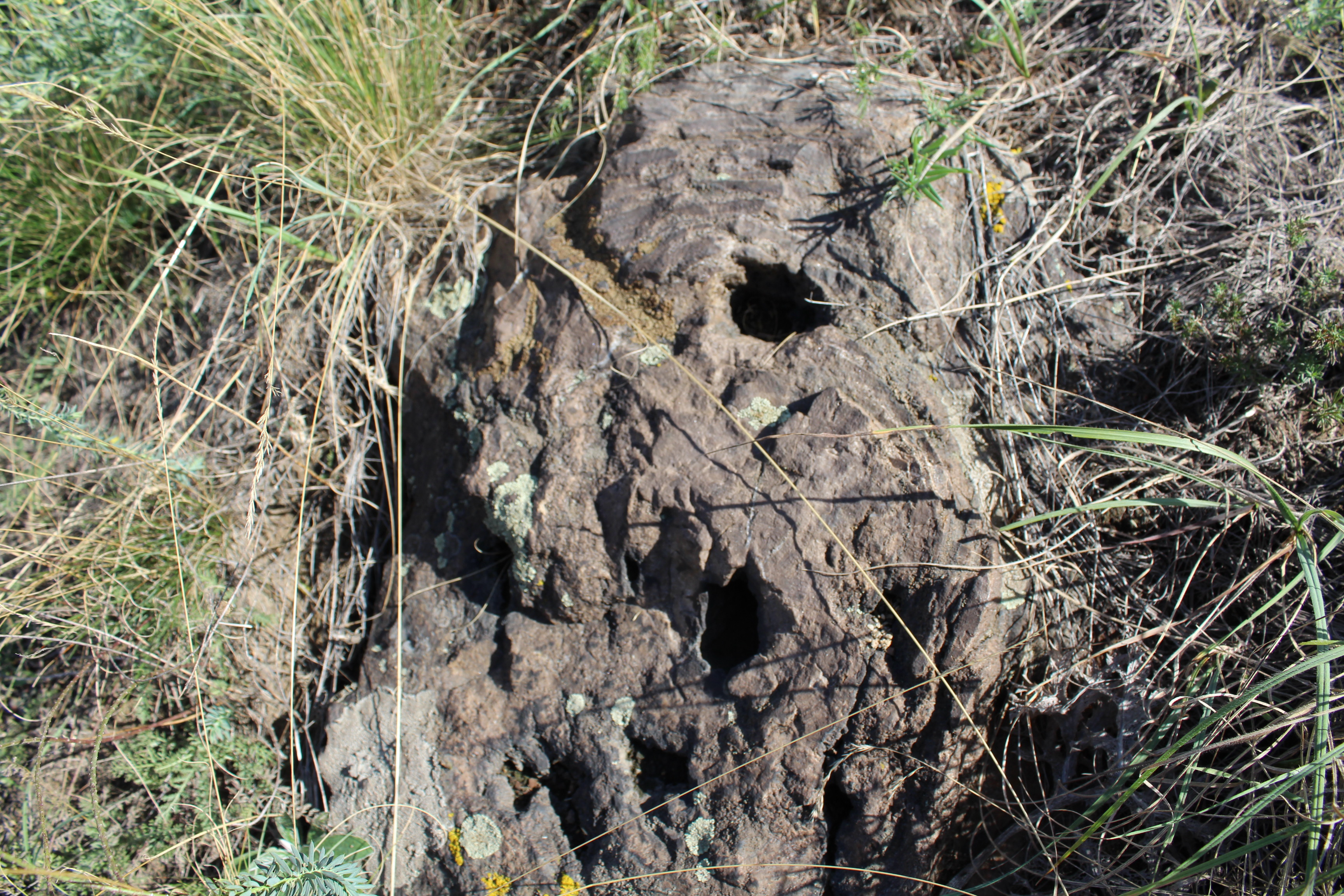
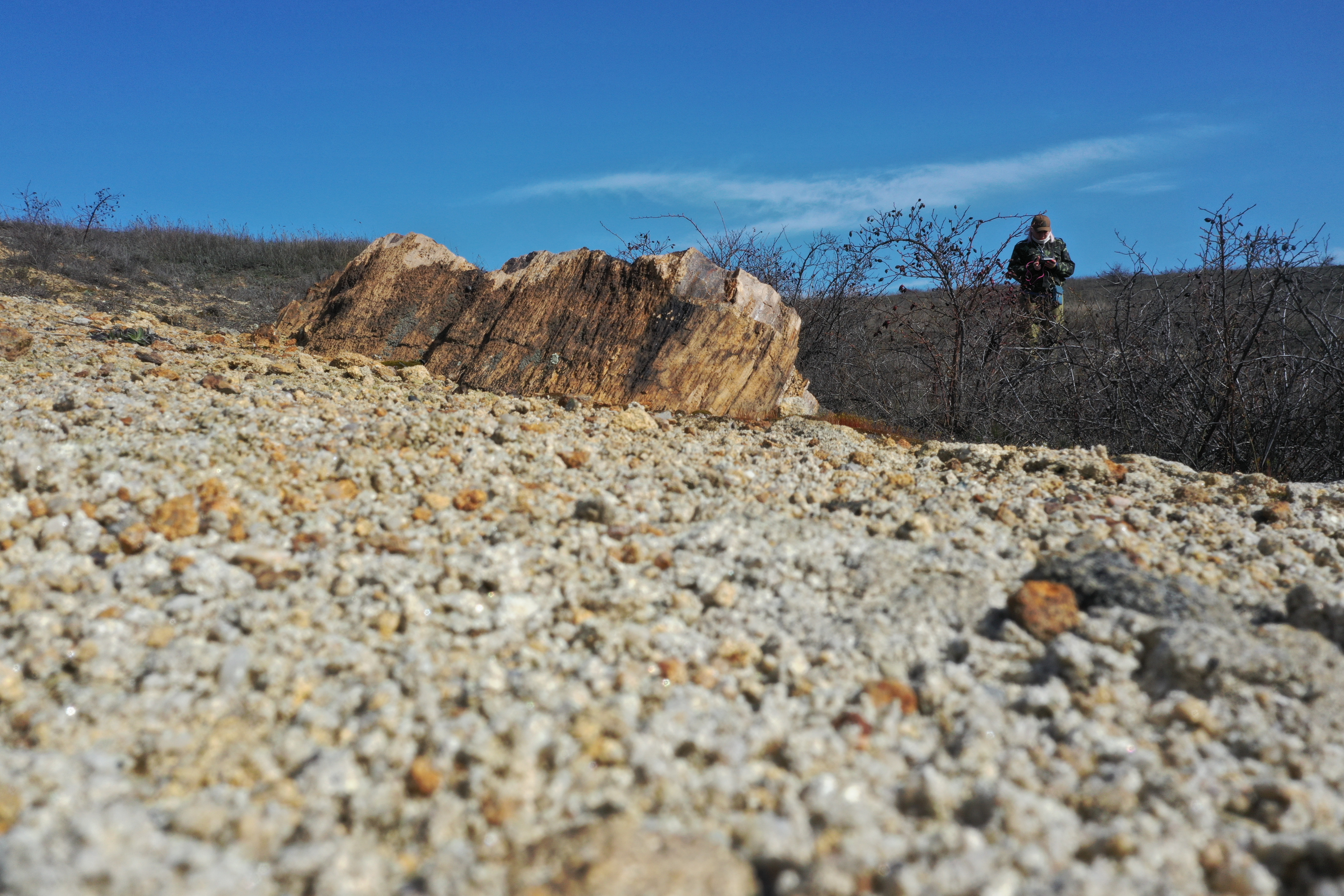
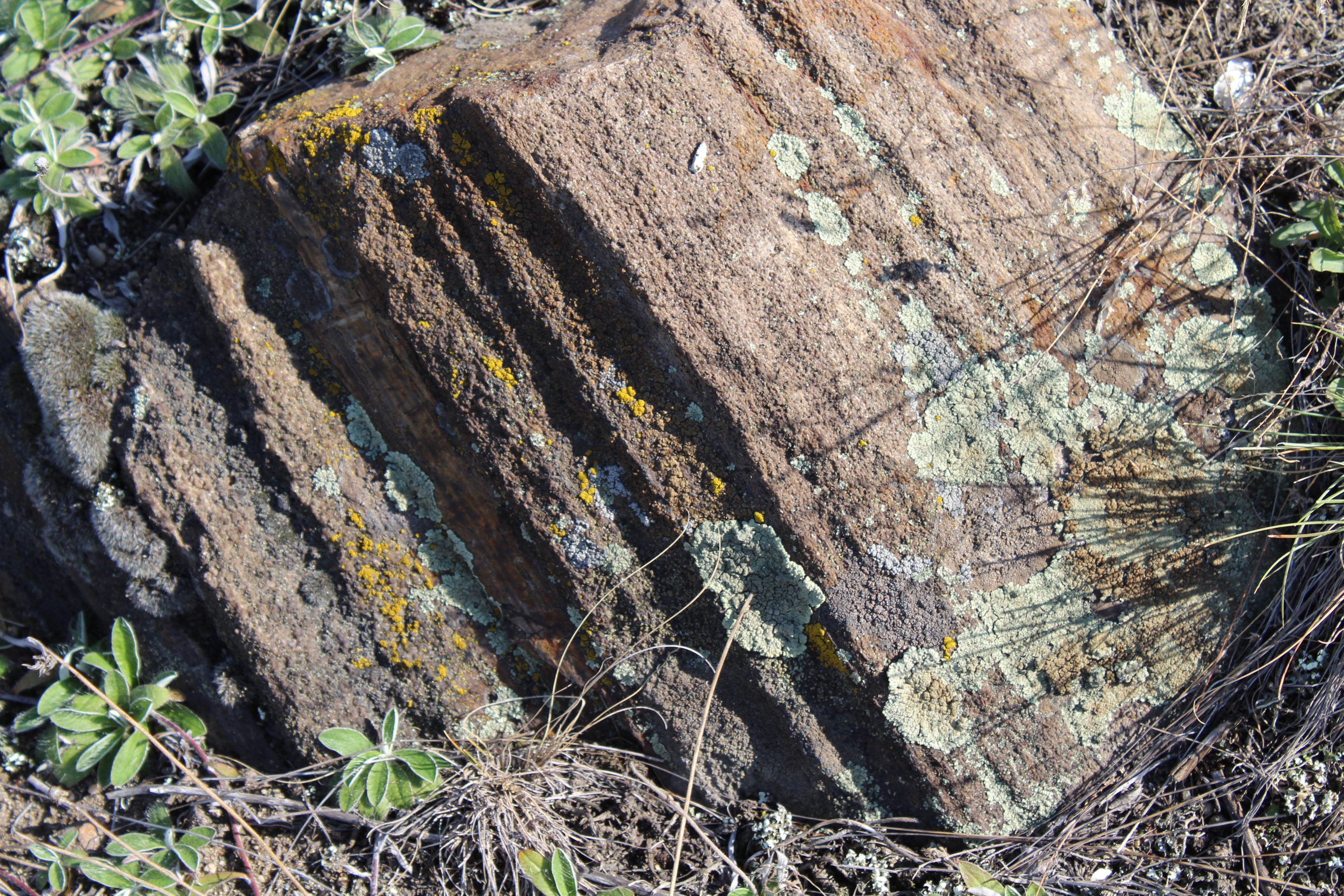
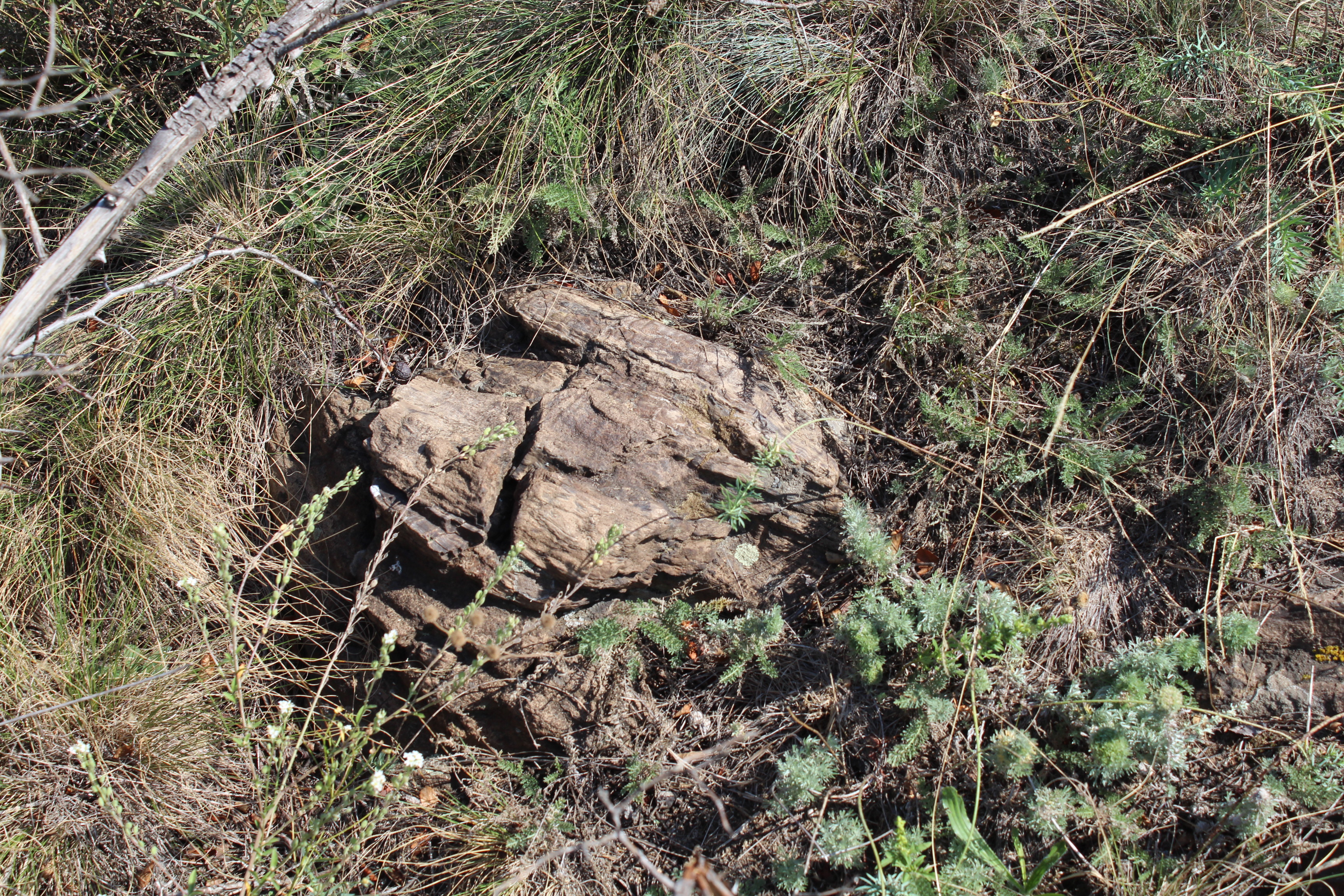
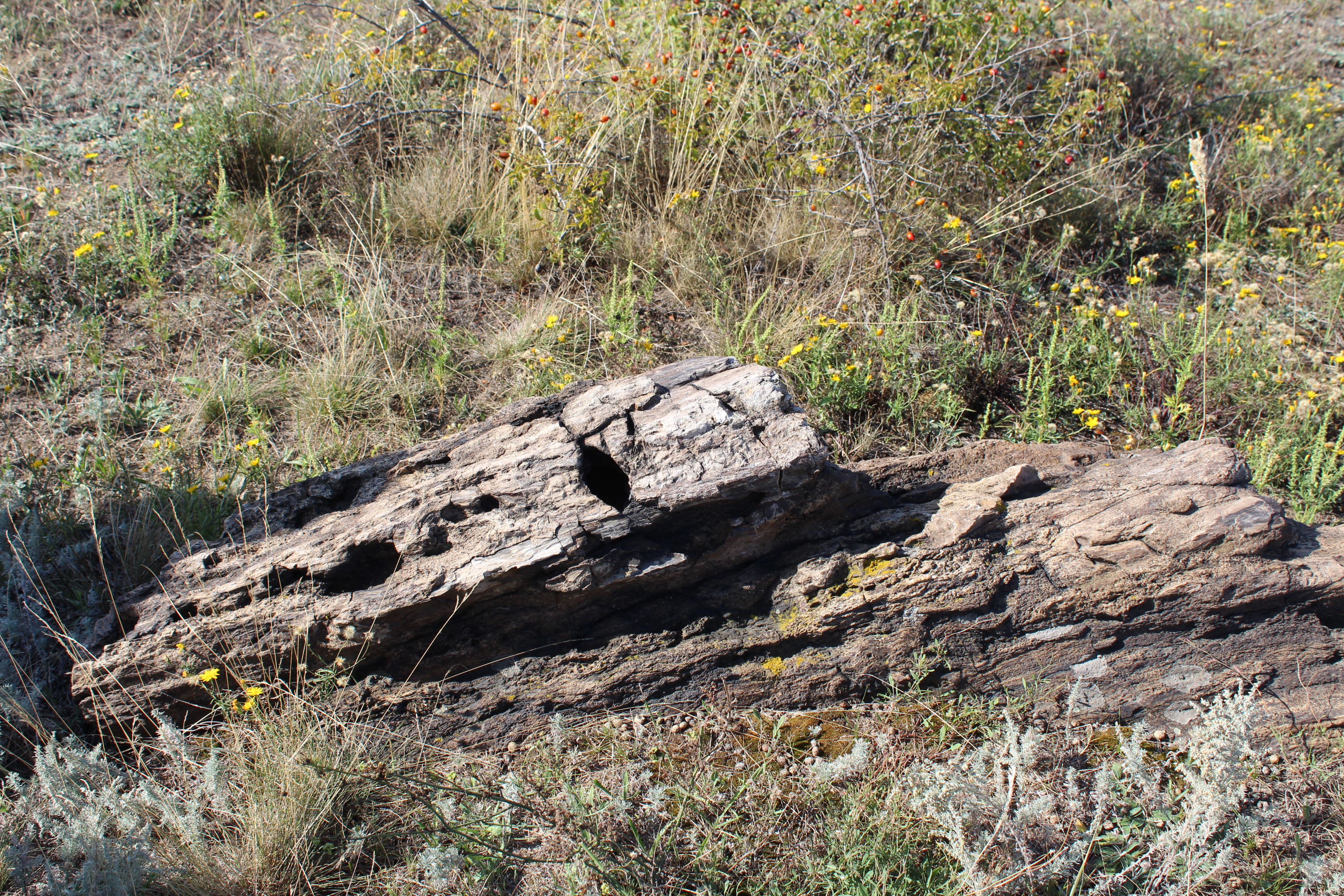

- Скам'яніле дерево в пісковику
- Фрагмент скам'янілого стовбура
- Фрагмент скам'янілого стовбура
- Торець стовбура
- стовбур в околицях пам'ятки природи «Дружківські скам'янілі дерева»
- Клітинна структура палеозойської деревини під мікроскопом
- Фрагмент скам'янілого дерева, поперечний зріз
- Скам'яніле дерево з сучком, поздовжній зріз
- Скам'яніле дерево, поперечний зріз
- Фрагмент донбаського палеозойського дерева в поліровці
- Фрагмент скам'янілого дерева
- Фрагмент скам'янілого дерева, макро зйомка
- Фрагмент скам'янілого дерева

## Схожі місця
Скам'янілі ліси також трапляються в Аризоні, на грецькому острові Лесбос (кайнозой), в Аргентині, Патагонії (мезозой, юра), в Єгипті, поряд з пірамідами (кайнозой), у Намібії, Судані. Шари порід, що містять у собі дерева, виходять на поверхню і оголюють скам'янілі стовбури або їх частини на всіх континентах, в багатьох країнах. У всіх випадках ці унікальні пам'ятки історії Землі перебувають під охороною (або найсуворішою охороною, як у Греції) держави, є національним надбанням, привертають увагу туристів. Дружківські дерева, можливо, є рекордсменами за віком (палеозой, карбон).